# Überfremdung
Überfremdung ist ein politisches Schlagwort, das im deutschen Sprachraum ein Übergewicht von als fremd und schädlich bewerteten Einflüssen auf Gesellschaft, Kultur, Nation oder Sprache bezeichnet. Im Rechtsextremismus wird der Ausdruck im Zusammenhang mit ausländer- und fremdenfeindlichen Forderungen, Maßnahmen und Zielen benutzt. 1993 wurde der Ausdruck zum deutschen Unwort des Jahres gewählt. In der Wirtschaft betrifft der Begriff die Anschaffung größerer Kapitalbeteiligungen an einem Unternehmen mit dem Ziel, maßgeblichen Einfluss auf dessen Unternehmensleitung zu gewinnen.

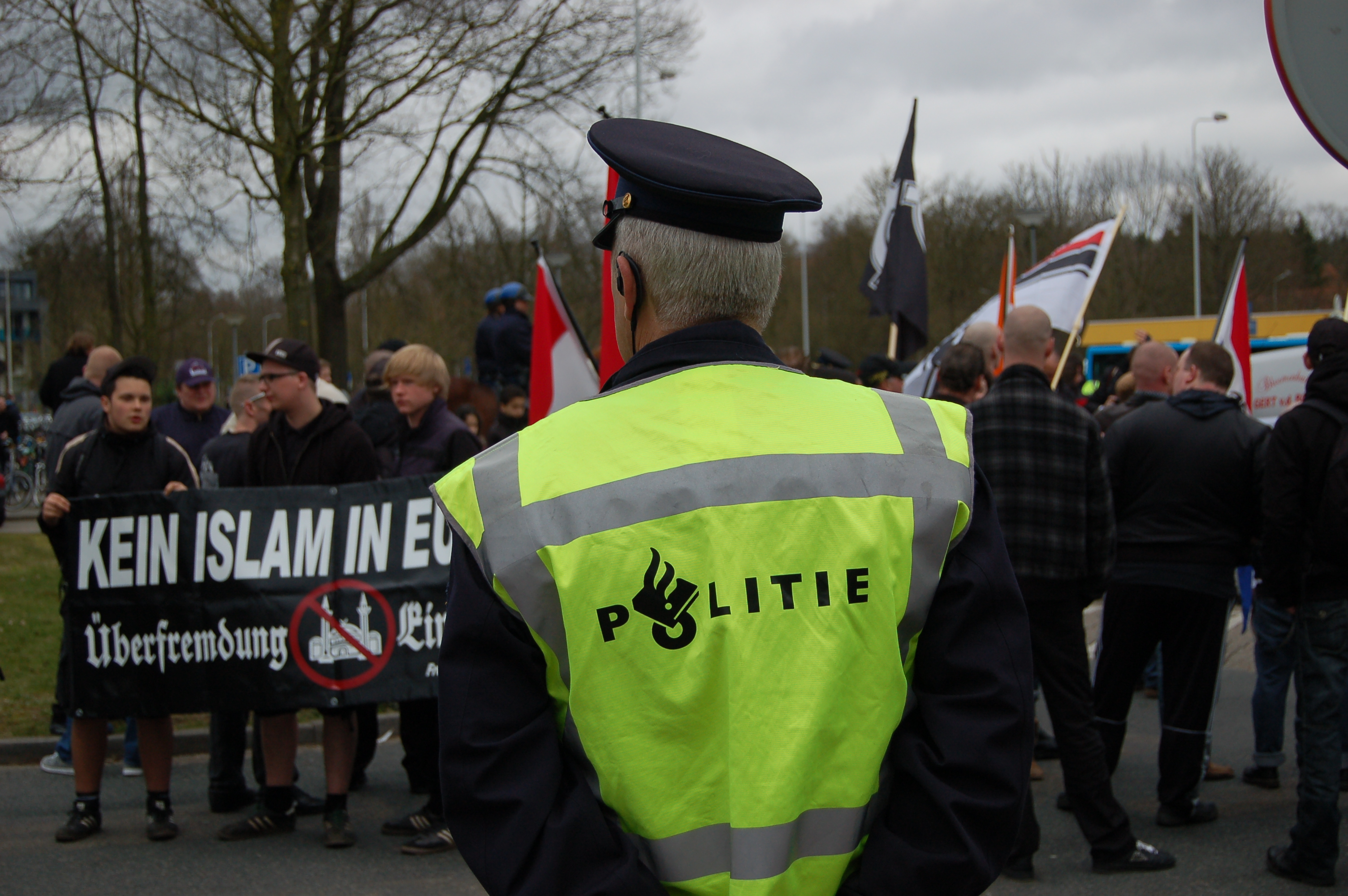
Die Niederländische Volksunion (NVU), die eine „Rückbesinnung auf die germanisch-christliche Kultur“ fordert, bei antimoslemischen Protesten gegen „Überfremdung“ (2011)

## Überblick
Der Ausdruck wird umgangssprachlich auf verschiedene Vorgänge bezogen, jedoch nirgends präzise definiert. Als Schlagwort soll er äußere Einflüsse als „fremdartig“, „übermäßig“ und bedrohlich kennzeichnen und insofern abwerten.
Der Duden zeigt seinen Bedeutungswandel: Er nannte das Substantiv erstmals 1929 und erklärte es ökonomisch als „Aufnahme zu vielen ausländischen Geldes“. 1934 kam das „Eindringen Fremdrassiger“, 1941 das „Eindringen fremden Volkstums“ hinzu. Ab 1956 ersetzte „Fremder“ den Begriff „Fremdrassige“. „Fremdes Volkstum“ war nach wie vor angegeben. Als Beispiel wurde etwa genannt: „ein Land ist überfremdet“. Erst 1958 wurden die Näherbestimmungen von 1934 entfernt. Seit 1991 wird das Verb „überfremden“ im Rechtschreibduden als „mit fremden Einflüssen durchsetzen, als fremder Einfluss in etwas beherrschend werden“ erklärt. Das Substantiv wird seit 1993 mit dem Beispiel „die Furcht vor Überfremdung (vor der Anwesenheit zu vieler dauernd hier lebender Ausländer) ist unbegründet“ erläutert.
Nur in der Wirtschaftswissenschaft dient der Begriff als Fachterminus. Manche Sprachpfleger benutzen ihn zur Kritik an Anglizismen. Besonders Rechtsextremisten benutzen ihn als Kampfbegriff, um religiöse, ethnische, rassische oder kulturelle Minderheiten als Gefahr für die „Einheimischen“, ihre Kultur und/oder Nation darzustellen. Damit verbinden sie politische Ausgrenzungsforderungen. Diese Verwendung stammt aus der Volkstumsideologie und völkischen Bewegung des 19. Jahrhunderts in deutschsprachigen Ländern. Aber auch Populisten und Demokraten benutzen den Begriff mitunter in Debatten um Ausländerpolitik, Migration, Integration und Asylrecht.
Die Gesellschaft für deutsche Sprache (GfdS) wählte „Überfremdung“ 1993 mit folgender Begründung zum deutschen Unwort des Jahres:

„Ausschlaggebend für die Kritik an diesem auf den ersten Blick harmlos erscheinenden Wort war die Feststellung, dass ‚Überfremdung‘ nach wie vor im Sinne einer rassistischen Uminterpretation verwendet wird […] ‚Überfremdung‘ wurde zur Stammtischparole, die auch die undifferenzierteste Fremdenfeindlichkeit ‚argumentativ‘ absichern soll.“

Auch Linguistik, Literatur-, Politik- und Sozialwissenschaften kritisieren den Begriff wegen seiner Unschärfe, seiner Verwendung in der Sprache des Nationalsozialismus und fortdauernden negativen Konnotation als Schlüsselwort zur Stimmungsmache.
Im Englischen gibt es vergleichbare Ausdrücke wie foreign infiltration und foreign penetration, wobei der foreigner ‚Ausländer‘ vom stranger ‚Fremden‘ unterschieden wird. Im Französischen trifft man surpopulation étrangère, déculturation oder envahissement par des étrangers an, im Spanischen extranjerización, im Italienischen infiltrazione straniera. Diese Begriffe haben jeweils eigene historische Hintergründe und Nebenbedeutungen.

## Ökonomische Begriffsbedeutung
Anteilskäufer können schon durch eine Sperrminorität Einfluss auf ein Unternehmen erreichen. Nach Umfragen fürchten viele Aktionäre von Aktiengesellschaften solche Aufkäufe und damit verbundene Einflussverluste.
Als Gegenmaßnahme können Unternehmen Aktien nach § 252 Abs. 1 Satz 4 HGB mit einem Mehrfachstimmrecht ausstatten: Dies wurde in der Inflationszeit vermehrt zur Abwehr von Überfremdungsgefahren durch in- und ausländische Anleger eingesetzt. Unternehmen können auch Namensaktien ausgeben: Damit versuchen besonders Familienunternehmen, eine Übersicht über den Aktionärskreis zu behalten. Zudem können sie das Stimmrecht der Aktionäre einschränken. Ob ein Firmenvorstand auch präventiv eigene Aktien erwerben darf, ist umstritten und soll nach vorherrschender Ansicht nur bei durch Überfremdung bevorstehendem schweren Schaden für die Gesellschaft erwogen werden. Dies wird im Aktiengesetz (§ 71) nicht explizit geregelt.
Der Deutschen Lufthansa AG wurde der Erwerb eigener Aktien im März 2006 ausdrücklich zugestanden, als der Anteil ausländischer Aktionäre auf über 40 Prozent angestiegen war. Das europäische Luftverkehrsrecht ließ nur einen ausländischen Anteil bis zu 50 Prozent des Grundkapitals einer Gesellschaft für das Recht zum Anflug außereuropäischer Ziele zu.
Solche Schutzmaßnahmen spielen auch für Volkswirtschaften eine Rolle. Als Mitte der 1970er Jahre einige ölfördernde Staaten große Mengen deutscher Aktienpakete kauften, wurde über Möglichkeiten zum „Schutz der deutschen Wirtschaft gegen Überfremdung“ diskutiert. Die übermäßige Beteiligung ausländischer Investoren an deutschen Unternehmen galt als unerwünscht.
Gegner der Globalisierung begründen ihre Ablehnung ausländischer Investitionen oft mit Nationalismus: etwa in Lateinamerika gegen Investoren aus den USA. Deutsche Beobachter sehen dies wiederum als Chance für verstärkten Warenaustausch mit Ländern wie Argentinien. In Thailand wehren sich sogar Vertreter fast insolventer Banken aus Überfremdungsängsten gegen den Kapitalzustrom des Auslands. Die Forschung sieht allerdings inzwischen, auch aufgrund von Imagefragen, kaum noch Raum für einen nationalstaatlichen Protektionismus.
Deutschsprachige Rechtsextremisten greifen wirtschaftliche Überfremdungsängste auf. Die NPD behauptet, amerikanische Investoren versuchten durch eine „Kapitalüberfremdung in der deutschen Volkswirtschaft“ diese zu erobern, um so die „völlige Herrschaft über die Schlüsselindustrien in Europa“ zu erreichen.

## Sprachkritische Begriffsbedeutung
Eine einheitliche Sprache galt in Europa seit dem 18. Jahrhundert als Hauptmerkmal und einheitsstiftendes Band der Nation. Dabei bildete sich nationale Identität durch Abgrenzung von anderen Sprachen, deren Sprechern und mit ihnen verbundenen kulturellen Eigenarten. Die Kritik an einer „Überfremdung“ der eigenen Sprache diente im deutschsprachigen Raum dieser Abgrenzung, so dass sprachkritische und politisch-ideologische Verwendung des Begriffs historisch gleichzeitig auftraten und inhaltlich kaum zu trennen sind.

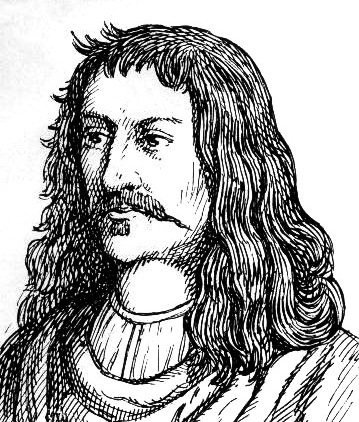
Hans Jakob Christoffel von Grimmelshausen

Eine „Sprachmengerei“ (Sprachvermischung), wie sie damals als Nachahmung italienischer und französischer Hofsprache an deutschen Fürstenhöfen üblich war, kritisierte schon Hans Jakob Christoffel von Grimmelshausen (1621–1676) in seinem Traktat Dess Weltberuffenen Simplicissimi Pralerey und Gepräng mit seinem Teutschen Michel. Er wollte damit zur Erhaltung der damaligen Reichsordnung beitragen.
Johann Heinrich Campe veröffentlichte von 1801 bis 1807 das sechsbändige Wörterbuch zur Erklärung und Verdeutschung der unserer Sprache aufgedrungenen fremden Ausdrücke, in dem er deutsche Alternativen für damals favorisierte Fremdwörter vorschlug. Die 1815 gegründete Berlinische Gesellschaft für deutsche Sprache widmete sich der „Erforschung und Reinhaltung des Deutschen“ und dem Kampf gegen Gallizismen. Bei Mitgliedern wie Friedrich Ludwig Jahn war dies mit einer nationalistischen Franzosenfeindschaft gepaart.
Gustav Wustmann verband in seinem 1891 erschienenen Traktat Allerhand Sprachdummheiten. Kleine deutsche Grammatik des Zweifelhaften, des Falschen und des Häßlichen Sprachkritik mit verschwörungstheoretischem Antisemitismus:

„Der eigentliche Herd und die Brutstätte dieser Verwilderung sind die Zeitungen, genauer die Tagespresse. Seit der Pressefreiheit von 1848 gibt es ein Überangebot, das zur Verwilderung führt. […] Vor allem sind die Juden an diesem Verfall schuld. Ein großer Teil unseres heutigen Sprachunrats geht ausschließlich auf das Judendeutsch der Berliner und Wiener Tagespresse zurück. Der Grund dafür ist, dass die Vorfahren der Juden noch nicht Deutsch als Muttersprache sprachen. Deshalb beherrscht der Jude die deutsche Sprache nicht so gut: So flink sich auch der Jude in die Elemente der deutschen Grammatik findet, wo es aufs Sprachgefühl ankommt, bleibt er doch ewig der Fremde.“

In der Zeit des Nationalsozialismus wurden solche Klischees für rassistische Propaganda zur Rechtfertigung von Völkermord vereinnahmt.
Im heutigen deutschen Sprachraum bezieht sich Sprachkritik vor allem auf Anglizismen. So klagte z. B. der Literaturkritiker Marcel Reich-Ranicki 2001:

„Das, was sich jetzt mit dem Englischen im Deutschen abspielt, ist ziemlich lächerlich und abscheulich. Es hat überhaupt keinen Sinn mehr, es werden Ausdrücke in Hülle und Fülle verwendet, die im Deutschen viel besser vorhanden sind. Man sollte sich dieser ungewöhnlichen Verfremdung energisch widersetzen.“

Ähnlich äußerten sich die Präsidentin des Goethe-Instituts Jutta Limbach oder der Sprachwissenschaftler Ulrich Knoop, Vorsitzender der Henning-Kaufmann-Stiftung zur Pflege der Reinheit der deutschen Sprache:

„Wir holen mit den Anglizismen viel Fremdes herein, um uns möglichst reinzuwaschen von der Verantwortung für unsere Geschichte. Je fremder wir werden, umso weniger sind wir die Deutschen, die für das Dritte Reich und dessen Verbrechen verantwortlich sind.“

Fragen der Sprachnorm spielen heute wieder eine große Rolle, oft im Kontext öffentlicher Debatten über deutsche Identität und Leitkultur. Dabei wird die Verbreitung einer sprachlichen Varietät mit vereinfachter Grammatik, Lautveränderungen und Einsprengseln anderer Sprachen zunehmend kritisiert. Manche türkischstämmige Deutsche verwenden gängige Mischformen gern bewusst selbstironisch als Kanak Sprak. Manche deutsche Politiker fordern dagegen Sprachschutzgesetze, ähnlich denen in Frankreich, Polen und Lettland.

## Politische Verwendung

### Deutschland

#### Kaiserzeit
Schon vor der Reichsgründung hatten Deutschnationale wie Ernst Moritz Arndt gegen Einwanderung aus Osteuropa polemisiert und vor einer „Überschwemmung“ durch Fremde und ihre Kultur, vor allem der Juden, gewarnt. Seit 1871 lehnten sich die Argumente dazu immer häufiger an Denkmuster des pseudowissenschaftlichen Rassismus an. Auch wo dieser abgelehnt wurde, betrachtete man das eigene Volk oft als Kollektiv, das sich im Sinne eines Sozialdarwinismus gegen andere „Volkstümer“ innen wie außen aggressiv behaupten und die Anpassung von Minderheiten erzwingen müsse.
Deutliches Zeichen für das Vordringen dieser Haltung in bürgerlichen und akademischen Schichten war der Berliner Antisemitismusstreit. In dem Aufsatz „Unsere Aussichten“ sprach Heinrich von Treitschke vom „fremden Volksthum“ eines polnischen „Judenstammes“, der „dem europäischen und namentlich dem germanischen Wesen ungleich fremder“ gegenüberstehe als andere Minderheiten. Auch viele eingebürgerte Juden seien „Deutsch redende Orientalen“. Sie missbrauchten ihre angebliche Vorherrschaft über die Presse zum Verleumden des Christentums und des Patriotismus. Das „Semithentum“ trage „schwere Mitschuld“ an der „frechen Gier des Gründer-Unwesens“ und am „schnöden Materialismus unserer Tage“. „Der Jude, der seine Nachbarn wuchernd ausverkauft“, sitze in „Tausenden deutscher Dörfer“. Die damalige Antisemitenbewegung sei eine „natürliche Reaction des germanischen Volksgefühls gegen ein fremdes Element“. Weil das deutsche Nationalgefühl unterentwickelt sei, „darum waren wir so lange wehrlos gegen fremdes Wesen“. Das Judentum dürfe als Konfession nie gleichberechtigt neben das Christentum treten. Das Festhalten religiöser Juden an der biblischen Erwählung sei ein „Rassendünkel“. Nur ihre Anpassung an das Deutschtum könne auf Dauer ihre Ausweisung verhindern. Damit stellte Treitschke die gerade erreichte jüdische Emanzipation in Frage und machte den bis dahin überwiegend verachteten Antisemitismus im Bürgertum hoffähig.
Seit 1879, besonders ab 1893 vertraten einige eigens dazu gegründete Parteien, Verbände und Vereine die antisemitische Überfremdungspropaganda. Zu Beginn des Ersten Weltkriegs trat diese zunächst hinter den gemeinsamen Patriotismus zurück. Die Reichsregierung holte ausländische Zwangsarbeiter, darunter etwa 35.000 osteuropäische Juden, für die eigene Rüstungsindustrie nach Deutschland. Seitdem steigerten antisemitische Gruppen ihre Agitation gegen „jüdische Überfremdung“, auch um die längst angepassten deutschen Juden zu treffen.
Im deutschen Kaiserreich wurde die Nationenbildung seit den 1870er Jahren vorangetrieben, womit die katholischen Polen, welche die größte Minderheit in den östlichen Provinzen bildeten, einer Germanisierungspolitik unterlagen. Deutsche galten im Selbstbild als fleißig, kulturell den Polen überlegen und zivilisiert, während Polen als Negativfolie hierfür dienten. 1885 wurden in Preußen Vorschriften zur Ausweisung von Polen getroffen. 30. bis 40.000 Polen, darunter auch Juden, wurden aus vier preußischen Provinzen ausgewiesen. Der Zuzug von polnischen Arbeitskräften in den östlichen Provinzen war eine Folge der Abwanderung von Deutschen und Inlandspolen in die westlichen Industriestädte des Königreiches. Insgesamt waren 400.000 Polen aus den preußisch besetzten Gebieten in den Westen eingewandert. Die Zugangssperre für Polen wurde aus Rücksicht auf die ostelbischen Landwirte, welche auf billige Arbeitskräfte angewiesen waren, nach gerade einmal fünf Jahren aufgehoben. Im Westen führten behördlicher Druck und soziale Ausgrenzung letztlich nicht zur gewünschten Isolation der polnischen Bergleute und Industriearbeiter. Im Gegenteil führten die Repressionen, welche gleichzeitig mit einer beruflichen Emanzipation einhergingen, zu einer verstärkten Integration der zu einem Drittel im Land verbliebenen Polen.

#### Weimarer Republik
Diese Tendenz setzte sich in der Weimarer Republik fort und radikalisierte sich. Der Kirchenhistoriker Wolfgang Gerlach stellte heraus, wie gerade bürgerliche Parteien wie die DNVP und Medien die Zuwanderung von Ostjuden nach 1918 gegen alle bereits angepassten einheimischen Juden benutzten. Von 250 Ministern der Weimarer Republik seien nur vier Juden gewesen:

„Daher ist heute zu fragen, ob Begriffe wie ‚Übermächtigung‘ oder 'Überfremdung' wirklich eine rein deskriptive Funktion hatten, oder nicht vielmehr eine agitatorische, um nämlich auf diese Weise eine Unheimlichkeitskomponente in die Diskussion um die sog. Judenfrage zu injizieren. Und so gelang es den politisch sich in der NSDAP sammelnden Antisemiten, ihre ‚Unterlegenheit‘ in die Pose des Stärkeren umzupolen, indem sie den von ihnen erfundenen jüdischen 'Übermenschen' zum ‚Untermenschen‘ deklarierten. Solchen Gedanken schlossen sich später auch die Deutschen Christen an.“

Der deutsche Akademikertag nahm 1925 einstimmig einen Antrag an, in dem es hieß:

„Der Überfremdung der deutschen Hochschulen durch jüdische Lehrkräfte und Studierende ist ein Riegel vorzuschieben. Weitere Lehrer jüdischer Abstammung sind nicht mehr zu berufen. Für die Studierenden ist der Numerus Clausus einzuführen.“

Die deutsche Volkstumsforschung, besonders die Ostforschung und die Volks- und Kulturbodenforschung, verstand sich seit den 1920er Jahren als dem „Deutschtum“ verpflichtete „kämpfende Wissenschaft“ (Werner Conze, Theodor Schieder, Walter Frank). Sie versuchte nun, „Überfremdung“ als wissenschaftlichen Begriff zu etablieren. Man stellte damit Prozesse der Integration und der Assimilierung als Gefahr dar, die eine „Umvolkung“ deutscher „Volksgruppen“ bewirken könne. Dazu wurden Begriffe wie „Volksgemeinschaft“, „Lebensraum“, „Kulturraum“, „Brauchtum“ oder „Gesittung“ entwickelt, die vor „Überfremdung“ geschützt werden sollten.
Die Wiedererrichtung des polnischen Staates war das sichtbare Zeichen für den Verlust einiger ostpreußischer Provinzen wie das Ende des deutschen Kaiser- und preußischen Königreiches. Nicht nur völkische Kräfte, die besonders nach 1920 deutsche Helfer statt polnische Hilfsarbeiter forderten und hierfür auch Vereine gründeten und Hinfahrten wie Unterbringung der zumeist jugendlichen Freiwilligen organisierten, sondern auch die Regierung unter dem Zentrumspolitiker Heinrich Brüning plante mit Hilfe der Ansiedlung deutscher Kleinbauern in den Ostgebieten eine vermeintliche Polnisierung zu verhindern.
Gleichwohl nannten damalige Lexika die ökonomische Bedeutung des Begriffs an erster Stelle.
Das Wort stand 1929 erstmals im Duden und wurde später von Goebbels popularisiert.

#### Zeit des Nationalsozialismus
Die NSDAP machte die Abwehr einer angeblichen jüdischen und ausländischen Überfremdung von Beginn an zu einem Hauptziel. Ihr 25-Punkte-Programm von 1920 schloss Juden von vornherein aus der „deutschen Volksgemeinschaft“ aus. Eine Fremdengesetzgebung für alle Nichtdeutschen, die Ausweisung aller Ausländer bei Versorgungskrisen, die Entlassung von Nichtstaatsbürgern aus allen Staatsämtern usw. wurden als Parteiziele beschlossen. Rückwirkend zum 2. August 1914 sollte die Zuwanderung „Nichtdeutscher“ verboten, d. h. alle im Ersten Weltkrieg angeworbenen ausländischen Arbeitskräfte sollten ausgewiesen werden.
Auch während der Weltwirtschaftskrise, als die antisemitische Propaganda auf Weisung der Parteiführung zurücktrat, blieb die Überfremdungsrhetorik, nun stärker mit antikapitalistischen Bezügen, akut.

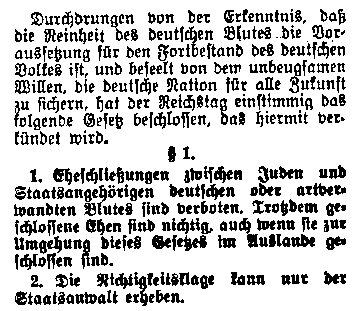
Einleitung und § 1 des „Blutschutzgesetzes“ der Nürnberger Gesetze von 1935

Sofort nach der Machtergreifung ging das NS-Regime daran, die Juden aus dem Berufs- und Gesellschaftsleben mit allen zur Verfügung stehenden Machtmitteln auszugrenzen. Dies galt gerade auch für die Bereiche Wissenschaft, Kunst und Kultur: Joseph Goebbels sprach 1933 von einer „Überfremdung des deutschen Geisteslebens durch das Judentum“ und gab dem Wort so seine entwürdigende und zugleich kämpferische Prägung. Der Begriff nun durchweg rassistisch als Vermischung mit „artfremdem Blut“ gedeutet und propagiert: Er bedeutete ein „zu starkes Eindringen von Nichtdeutschem oder Artfremdem in das deutsche Volk“. Die Nürnberger Gesetze zogen 1935 daraus die gesamtpolitische Folgerung einer Apartheidspolitik zwischen nichtjüdischen und jüdischen Deutschen.
Die NS-Propaganda setzte das Judentum mit Bolschewismus, Kapitalismus und kultureller Dekadenz gleich. In Bezug auf Kunst, Musik, Architektur usw. wurde „Überfremdung“ mit „Entartung“ gleichgesetzt (siehe Entartete Kunst und Entartete Musik). Seit Kriegsbeginn 1939 sprachen die Nationalsozialisten auch im Blick auf nichtjüdische Ausländer, vor allem Polen und Slawen, von „blutsmäßiger Überfremdung“, um unerwünschte Kontakte mit Kriegsgefangenen und Zwangsarbeitern zu tabuisieren.

#### Bundesrepublik

##### 20. Jahrhundert
In der Nachkriegszeit spielte der Begriff angesichts öffentlicher Abkehr von menschenverachtenden Ideologien der NS-Zeit und der Aufnahme von Millionen ostdeutschen Flüchtlingen in Westdeutschland kaum eine Rolle. Eine tiefergehende Auseinandersetzung mit der völkischen Ideologie fand erst seit der Studentenbewegung der 1960er Jahre statt.
Mit der Gründung der NPD 1964 tauchte auch der Begriff wieder in politischen Debatten auf: stets in einem ausländerfeindlichen Zusammenhang, z. B. als Ablehnung von Gastarbeitern mit der Forderung „Deutsche Arbeitsplätze nur für Deutsche“ (1965). Nach zwischenzeitlichem Niedergang versuchte die NPD 1980, mit Bürgerinitiativen zum „Ausländerstop“ auf sich aufmerksam zu machen.
Auch Hochschuldozenten übernahmen solche Forderungen: Am 17. Juni 1981 veröffentlichten die Autoren Helmut Schröcke, damals Referent bei rechtsextremen Gruppen und im selben Jahr Gründer des Schutzbunds für das Deutsche Volk, und Theodor Schmidt-Kaler das von 15 Professoren unterzeichnete Heidelberger Manifest. In der Erstfassung hieß es:

„Mit großer Sorge beobachten wir die Unterwanderung des deutschen Volkes durch Zuzug von vielen Millionen von Ausländern und ihren Familien, die Überfremdung unserer Sprache, unserer Kultur und unseres Volkstums. […] Völker sind (biologisch und kybernetisch) lebende Systeme höherer Ordnung mit voneinander verschiedenen Systemeigenschaften, die genetisch und durch Traditionen weitergegeben werden. Die Integration großer Massen nichtdeutscher Ausländer ist daher bei gleichzeitiger Erhaltung unseres Volkes nicht möglich und führt zu den bekannten ethnischen Katastrophen multikultureller Gesellschaften. Jedes Volk, auch das deutsche Volk, hat ein Naturrecht auf Erhaltung seiner Identität und Eigenart in seinem Wohngebiet. Die Achtung vor anderen Völkern gebietet ihre Erhaltung, nicht aber ihre Einschmelzung (‚Germanisierung‘).“

Nach heftigen Protesten und Gegenerklärungen anderer Professoren wurde das Manifest leicht gemildert, ohne aber die völkischen Kernthesen zu revidieren. Daraufhin zogen Schröcke und einige weitere Unterzeichner ihre Unterschrift zurück.
Am 29. Januar 1989 erreichte die Partei Die Republikaner bei der Wahl zum Abgeordnetenhaus von Berlin mit dem Wahlkampfthema „Überfremdung“ aus dem Stand 7,5 % der Stimmen und zog zum ersten Mal in ein Landesparlament ein. In einem Werbespot illustrierten sie ein Berlin der Zukunft, in dem nur noch türkische Bürger leben.
Die Rede von „Überfremdung“ ist heute ein Standardmotiv im europäischen Rechtsextremismus. Es bildet neben Antisemitismus und Geschichtsrevisionismus eine tragende Säule rechtsextremer Ideologien. Theoretische Basis ist oft ein Ethnopluralismus, der vorgibt, die Eigenart verschiedener Völker wahren zu wollen, und daraus u. a. Forderungen nach Aufhebung des Asylrechts und Abschiebung bzw. Ausweisung ableitet. Diese Ziele verfolgen auch Sammlungsversuche des deutschen rechtsextremen Lagers, so zeitweise die Deutsche Liga für Volk und Heimat.
Im August 1997 erschien in Dresden eine 25-seitige Broschüre mit dem Titel: Aufruf an alle Deutschen zur Notwehr gegen die Überfremdung – Der Völkermord am deutschen Volk. Darin hieß es:

„Wir, die Unterzeichner, rufen alle volkstreuen Deutschen zur Notwehr auf gegen den von der Staatsführung amtlich geplanten und mit brutalen Methoden durchgeführten Völkermord am Deutschen Volke.“

 Die Unterzeichner waren u. a. Helmut Fleck, Udo Pastörs, Rigolf Hennig und Emil Schlee.
Man erlebe täglich „Schritte der Gehirnwäsche, die allesamt gezielt die Ersetzung des deutschen Volkes […] durch fremde Völker vollziehen“ sollen. Das Asylrecht erlaube „einer Menschenflut, die uns unterdrücken und auslöschen wird“, einzuwandern, und diene „letztlich der faktischen Versklavung der Deutschen“. Der Rechtsanspruch Fremder auf Asyl sei daher „sofort auszuschließen“:

„Die Anerkennung von Asyl ist ab sofort in die alleinige Entscheidung des Deutschen Volkes zu legen […] Die alten Anwerbeverträge für Gastarbeiter sind jetzt anzuwenden. Das heißt, daß alle Gastarbeiter und ihre Angehörigen jetzt in ihre Heimatländer zu entlassen sind.“

Hinzu kam das antisemitische Stereotyp der jüdischen Weltverschwörung: Die „Überfremdungspolitik“ habe mit dem „Geheimvertrag Kohl-Galinski“ – gemeint war ein Vertrag der Bundesregierung mit Russland, der den Russlanddeutschen und russischen Juden die Einreise erleichtern sollte – ihren Höhepunkt erreicht:

„Wir schätzen ganz vorsichtig, dass hier einige Millionen Juden nach Deutschland einwandern werden, wenn wir es nicht verhindern. Dieser Vertrag ist rechtswidrig, sittenwidrig und unmenschlich: Er ist ungeheuerlich, denn er muss zum Krieg in Deutschland führen, und er wird aus Deutschland ein zweites Palästina machen.“

Dieses Manifest wurde von 65 bekannten Rechtsextremisten, darunter dem sächsischen NPD-Führer Udo Pastörs, Schröcke u. a. unterzeichnet und von rechtsextremen Organisatoren wie dem Volksbund Deutsches Reich (VBDR) und dem Witikobund bundesweit an Schulen und Einzelpersonen verschickt. Ein Ermittlungsverfahren des Bundeskriminalamts wegen Volksverhetzung wurde 1999 ergebnislos eingestellt.
In politischen Debatten um den Asylkompromiss (1993), die doppelte Staatsbürgerschaft (1999) oder die Greencard (2000) warb auch die CDU zeitweise mit Plakatparolen wie „das Boot ist voll“ oder „Kinder statt Inder“ (Jürgen Rüttgers, 2000). Der CDU-Politiker Heinrich Lummer schrieb 1997:

„Deutschland soll den Deutschen genommen werden. Ob man das Landnahme, Überfremdung oder Unterwanderung nennt, tut nichts zur Sache.“

##### 21. Jahrhundert
Und auch Wirtschaftswissenschaftler warnen vor „Überfremdung“ im Sinne von möglichem sozialem Zündstoff zwischen Einheimischen und Einwanderern. Bezogen auf Tendenzen zur Überalterung der Gesellschaft meinte etwa Klaus F. Zimmermann, Präsident des Deutschen Instituts für Wirtschaftsforschung (DIW), im Jahr 2003:

„Wollten wir die demographischen Ausfälle allein durch Migration ersetzen, haben wir in dreißig Jahren eine Überfremdung, die wahrscheinlich sozial nicht funktionieren wird.“

Nach einer Umfrage im Auftrag der Universität Leipzig 2004 stimmten 37,7 Prozent der Deutschen in Ost ebenso wie West der Aussage zu: „Die Bundesrepublik ist durch die vielen Ausländer in einem gefährlichen Maß überfremdet.“
Oskar Lafontaine warnte im Wahlkampf für die WASG 2005 vor Fremdarbeitern, die Familienvätern und Frauen „zu Billiglöhnen die Arbeitsplätze wegnehmen.“ Solche Benutzung von Fremdenangst in der Bevölkerung wird regelmäßig kritisiert: von Seiten konkurrierender Parteien, aber auch von Medien und eigenen Anhängern.
Bei Pegida demonstrieren seit dem Herbst 2014 Tausende gegen eine angebliche Überfremdung des [Abend-]Landes. Nationalsozialisten und ihre heutigen Anhänger markieren mit dem Begriff polemisch ein „zu starkes Eindringen von Nichtdeutschen oder Artfremden in das deutsche Volk“.
Pegida-Anhänger behaupten eine „Überfremdung“, so die Unterzeile eines Propaganda-Clips auf YouTube sowie auf Transparenten. „1993 war 'Überfremdung' sogar Unwort des Jahres, der Begriff hat sich […] hartnäckig gehalten“, sagte 2015 Andrea Ewels, Geschäftsführerin der Gesellschaft für deutsche Sprache, GfdS, und weiter: „Heute sind damit aber oft andere Minderheiten gemeint, wie Flüchtlinge aus muslimischen Ländern.“

### Österreich
In Österreich griffen rechtsextreme Gruppen erst ab den 1970er-Jahren wieder stärker auf Worte wie „Überfremdung“ und „Umvolkung“ zurück, die historisch durch den Nationalsozialismus belastet sind. Anfangs bezogen sie diese auf Gastarbeiter, seit dem Fall des „Eisernen Vorhangs“ 1989, Österreichs EU-Beitritt 1995 und der EU-Erweiterung 2004 verstärkt auf eine angebliche „Massenzuwanderung“ aus Osteuropa. Zuletzt wurde die „Bedrohung durch Islamisierung“ fester Bestandteil dieser Überfremdungsrhetorik.
Die Warner vor solchen behaupteten Gefahren betonen auch heute – wie vor 1945 – stets, dass die Österreicher als Teil einer „deutschen Volks- und Kulturgemeinschaft“ zu betrachten seien. Die jeweils als „Fremde“ definierten Gastarbeiter, Juden, Asylsuchenden oder Immigranten würden also die „deutsche Identität“ der Mehrheitsbevölkerung gefährden.

#### NDP und die extreme Rechte
1967 gründete Norbert Burger, ehemaliger Bundesvorsitzender des Rings Freiheitlicher Studenten und Aktivist im Befreiungsausschuss Südtirol, die Nationaldemokratische Partei Österreichs (NDP). Sie forderte neben dem Anschluss Österreichs an Deutschland vor allem die „Rückführung“ von Gastarbeitern zur Abwehr der von ihnen angeblich drohenden „Überfremdung“ und „biologischen Unterwanderung“ Österreichs. Sie beklagte „Entnationalisierungsprozesse“ und die „Entdeutschung deutscher Menschen als ebenso schlimmes Verbrechen, wie die Eindeutschung von Nichtdeutschen“.
1974 beschloss die Bundesversammlung der NDP, ein „Anti-Gastarbeiter-Volksbegehren“ zu organisieren, das aber nicht zustande kam. Anhänger der Partei verteilten Flugzettel mit der Forderung: „Fremdarbeiter raus!“ Als Burger 1980 bei der Wahl zum österreichischen Bundespräsidenten als NDP-Kandidat antrat, lautete sein Wahlslogan: „Gegen Überfremdung – für ein deutsches Österreich!“
1982 versuchte die NDP erneut, ein „Volksbegehren zum Schutze Österreichs gegen Überfremdung und Unterwanderung“ zu starten, das abermals scheiterte. Der Verfassungsgerichtshof (VfGH) wandte 1988 das Verbotsgesetz 1947 gegen die NDP an und erkannte ihr mit Bezug auf Artikel 9 des Österreichischen Staatsvertrags (Auflösung nazistischer Organisationen) die Rechtspersönlichkeit als politische Partei ab; der Verein NDP wurde behördlich aufgelöst. In der Begründung stellte der VfGH fest, das Programm der NDP basiere auf einem „biologisch-rassistischen Volksbegriff“. Seine „großdeutsche Propaganda“ stimme „in Kernpunkten mit Zielen des NSDAP“ überein.
Der Bürgerinitiative für das Volksbegehren der NDP gehörte auch die Aktion Neue Rechte (ANR) und die Ausländer-Halt-Bewegung – auch „Volksbewegung gegen Überfremdung“ oder nur „Volksbewegung“ genannt – Gerd Honsiks an. Sie ging aus der 1980 verbotenen Kameradschaft Babenberg hervor. Honsik und andere Vertreter der „Volksbewegung“ versuchten mit der Liste „Nein zur Ausländerflut“ (NA) zur Nationalratswahl in Österreich 1990 anzutreten. Die Wahlbehörde wies den Wahlvorschlag zurück und begründete dies mit Aussagen der NA wie „Kinderarmut und Überfremdung sind die Zange, die unsere Identität zu zerstören droht“ und „Überfremdung ist Völkermord!“
Die NA versuchte daraufhin, die Wahl anzufechten; ihre Klage wurde 1991 vom Verfassungsgerichtshof abgewiesen. Im Urteil wurde die „weitgehende Identifizierung mit einem besonders wichtigen nationalsozialistischen Programmpunkt und die […] Wiederbelebung einer für die NSDAP charakteristischen politischen Forderung mit ähnlichem Propaganda-Vokabular“ festgestellt, die ihren Niederschlag in „der gehäuften Verwendung von Worten, die insgesamt deutlich eine rassistisch motivierte Einstellung zeigen“ fände. Als Beispiel dafür wurde der Begriff „Überfremdungspolitik“ genannt.
Honsik wurde 1990 in Deutschland wegen Volksverhetzung, 1992 wegen Holocaustleugnung, in Österreich 1992 wegen NS-Wiederbetätigung verurteilt. Zu seiner „Volksbewegung“ gehörte auch Gottfried Küssel, der 1993 ebenfalls wegen NS-Wiederbetätigung verurteilt wurde. Er hatte die Volkstreue Außerparlamentarische Opposition (VAPO) gegründet. Diese gab periodisch die Zeitschrift Halt mit dem Untertitel Demokratisches Kampfmittel gegen ausländische Unterwanderung und Wandzeitung des österreichischen Abwehrkampfes heraus. Auch hier waren rassistische Agitation gegen Ausländer, Forderungen nach Österreichs Anschluss an Deutschland und Holocaustleugnung zentrale Anliegen. Beklagt wurde, dass die Politik „dem Volke in Österreich“ das Recht auf Bewahrung „rassischer und ethnischer Reinheit“ nehme; durch die „Unterwanderung unseres Volkes“ befänden sich die einheimischen Österreicher auf einem „Todesmarsch“ (Halt. 53/1990). 1991 lautete eine Artikelüberschrift Lizitation der Verpestung: Grüne planen Judenimport!

#### FPÖ und BZÖ
Die Freiheitliche Partei Österreichs (FPÖ) ging 1956 aus dem Verband der Unabhängigen (VdU) hervor, die als Sammelbewegung ehemaliger NSDAP-Mitglieder, Heimatvertriebener und Heimkehrer gegründet worden war. Ab 1986, als Jörg Haider die Parteiführung übernahm und den liberalen Flügel der Partei zu Gunsten des nationalen zurückdrängte, griff sie verstärkt Begriffe wie „Überfremdung“ auf. Haider hatte seine politische Tätigkeit begonnen, nachdem er 1966 einen Redewettbewerb des Österreichischen Turnerbundes mit seinem Beitrag „Sind wir Österreicher Deutsche?“ gewonnen hatte.
So brachte Hilmar Kabas (FPÖ) im Februar 1998 einen Antrag für eine Debatte über das Thema „Ausländerpolitik in Wien – Überfremdung stoppen, Heimat bewahren“ in den Wiener Gemeinderat ein. Im selben Jahr stellte Haider in einem Interview mit der Tageszeitung Die Presse fest:

„Es droht uns durch [Einbürgerung] und durch die Osterweiterung eine weitere Überfremdung. Ich unterstelle der Bundesregierung, dass sie sich ein neues Wählervolk schaffen will, weil sie sich des alten nicht mehr sicher sein kann.“

1993 initiierte die FPÖ ein Volksbegehren „Österreich zuerst“, in dem ein totaler Einwanderungsstopp, die Ausweispflicht für Ausländer am Arbeitsplatz und die Senkung der Anzahl von Kindern fremder Muttersprache in Schulklassen gefordert wurden.
Im Wahlkampf zur Nationalratswahl 1999 benutzte die Wiener Landesgruppe der FPÖ, damals unter Landesparteiobmann Hilmar Kabas und dem Wiener Spitzenkandidaten Herbert Scheibner, Plakate mit dem Slogan: „Wir garantieren: Stop der Überfremdung – Österreich zuerst!“ Diese Kampagne wurde von politischen Gegnern, aber auch von Kirchenvertretern, in Medien und Öffentlichkeit als Rückgriff auf NS-Diktion und Schüren ausländerfeindlicher Tendenzen scharf kritisiert. Die Europäische Stelle zur Beobachtung von Rassismus und Fremdenfeindlichkeit (EUMC) stellte fest:

„Im österreichischen Wahlkampf des Jahres 1999 enthielten einige der ‚Mainstream‘-Medien Wahlanzeigen der FPÖ und machten das Wort ‚Überfremdung‘ zu einem geläufigen Begriff.“

Auch für das Bündnis Zukunft Österreich (BZÖ), das sich 2005 unter der Federführung Jörg Haiders von der FPÖ abspaltete, war im Wahlkampf zur Nationalratswahl 2006 die „Ausländer- und Zuwanderungspolitik“ zentraler Programmpunkt. So forderte der damalige Parteiobmann Peter Westenthaler: „Zuwanderungsstopp und 30 Prozent weniger Ausländer in den kommenden drei Jahren“, denn „eine Million Ausländer sind zu viel“. Dabei verwies er auch auf das „Österreich zuerst!“-Volksbegehren von 1993, als er für die FPÖ im Wiener Gemeinderat war.
Der Kampf gegen „Überfremdung“ ist fester Bestandteil der Programme der FPÖ, ihrer verschiedenen Teilorganisationen und ihrer Vertreter. Der Ring Freiheitlicher Jugend Österreich (RFJ), die Jugendorganisation der FPÖ, widmet der Forderung „Stopp der Überfremdung“ einen eigenen Programmpunkt.
Unter der Überschrift Gudenus fordert Ende systematischer Umvolkung beklagte RFJ-Bundesobmann Johann Gudenus mit Verweis auf das Leitbild der Organisation in einem Artikel 2004 „unglaubliche und österreicherfeindliche Forderungen nach geregelter Zuwanderung“ der Bundesregierung als „Schlag ins Gesicht für jeden Österreicher“. Ein Thesenpapier des Freiheitlichen Akademikerverbandes Salzburg hält fest: „Ziel der Ausländer-, Fremden-, Aufenthalts- und Zuwanderungspolitik ist nicht die multikulturelle Pseudointegration von Fremden mit Kind und Kegel oder Sack und Pack, sondern die Deckung des tatsächlichen Bedarfs an Arbeitskräften in Österreich.“ Nur eine restriktive Haltung gegenüber Ausländern könne die „Überfremdung unseres Landes“ verhindern.
Heinz-Christian Strache warnte bereits in seiner früheren Funktion als Landesobmann des RFJ-Wien: „Wiener Schulen leiden unter Überfremdung“ (Presseaussendung, 27. November 2004). Beim Wiener Landesparteitag am 6. Mai 2006 sprach Strache, inzwischen Bundesparteiobmann der FPÖ, erneut von „Überfremdung“ und „Umvolkung“. Er forderte, „den Kampfanzug anzuziehen“, denn zwei Mal sei in der Vergangenheit bereits „die Türkenbelagerung zurückgeschlagen“ worden. Die Österreicher sollten darauf achten, „dass unsere Vorfahren nicht umsonst gekämpft haben“.

### Schweiz

#### Bis 1945
In der Schweiz liegt der Anteil von Ausländern traditionell hoch. Er erreichte bis 1920 15 Prozent der Gesamtbevölkerung; zugleich erschwerte eine restriktive Gesetzgebung deren Einbürgerung.
Um 1900 fingen hier politische Führungskräfte an, vor der drohenden Gefahr der Überfremdung zu warnen, wobei sie sich auch gegen deutsches Hegemonialstreben wandten. Im Ersten Weltkrieg wurde die bislang liberale von einer restriktiven Ausländerpolitik abgelöst: 1914 ergriff das Eidgenössische Departement für auswärtige Angelegenheiten Maßnahmen gegen illegale Einwanderer. 1917 wurde eine zentrale Fremdenpolizei aufgebaut.
Seit den 1920er Jahren gehörte der Begriff zum festen politischen Diskurs und „kulturellen Code“ (Shulamit Volkov) der Schweiz. Der Begriff wird auch amtlicherseits verwendet:

„Bei der Beurteilung von Bewilligungsgesuchen sind die geistigen und wirtschaftlichen Interessen, der Grad der Überfremdung und die Lage des Arbeitsmarktes zu berücksichtigen.“

Er wurde nie genau definiert und konnte gerade so in Phasen sozialer Krisen breite Zustimmung finden, gerade dann, als die Zahl der Ausländer nach dem Krieg ihren Tiefststand erreichte. In der Wirtschaftskrise der 1930er Jahre erlebte der Überfremdungsdiskurs eine neue Blüte und durchdrang auch die Schweizer Bundesbehörden. Die geistige Landesverteidigung als kultureller Code schützte bis zu einem gewissen Grad aber auch vor den Ideologien des Nationalsozialismus, Faschismus und Stalinismus, die ebenfalls als fremdartig abgewehrt wurden.
Ähnlich wie in Deutschland wurden besonders die Ostjuden als rückständig, kaum integrierbar und daher größte Überfremdungsgefahr betrachtet. 1926 erließ die Fremdenpolizei eine Richtlinie, die die Abweisung von polnischen und galizischen Juden an den Grenzen vorsah. 1938 führte das NS-Regime auf Druck der Schweizer Regierung einen Extrastempel für Reisepässe deutscher Juden ein, um ihre Ausreise in die Schweiz zu erschweren.
Seit den 1930er Jahren sprachen die Behörden kaum noch von Juden, sondern allgemein von Fremden. Dies erklärt J. Picard als Tabuisierung der deutschen Ereignisse jener Zeit: Man wollte verdecken, dass man Juden von der Schweiz fernzuhalten versuchte, um nicht als Antisemiten zu gelten. Picard nennt dies „Verschweizerung des Antisemitismus“, Rieder „prophylaktischen Antisemitismus“.

#### Seit 1945

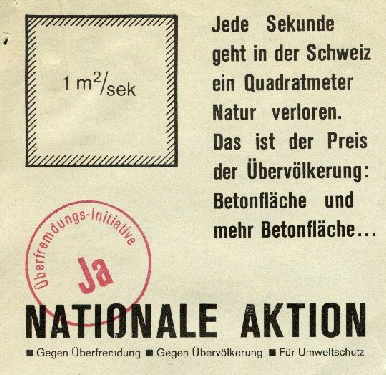
Überfremdung und Umweltschutz aus Sicht der Nationalen Aktion

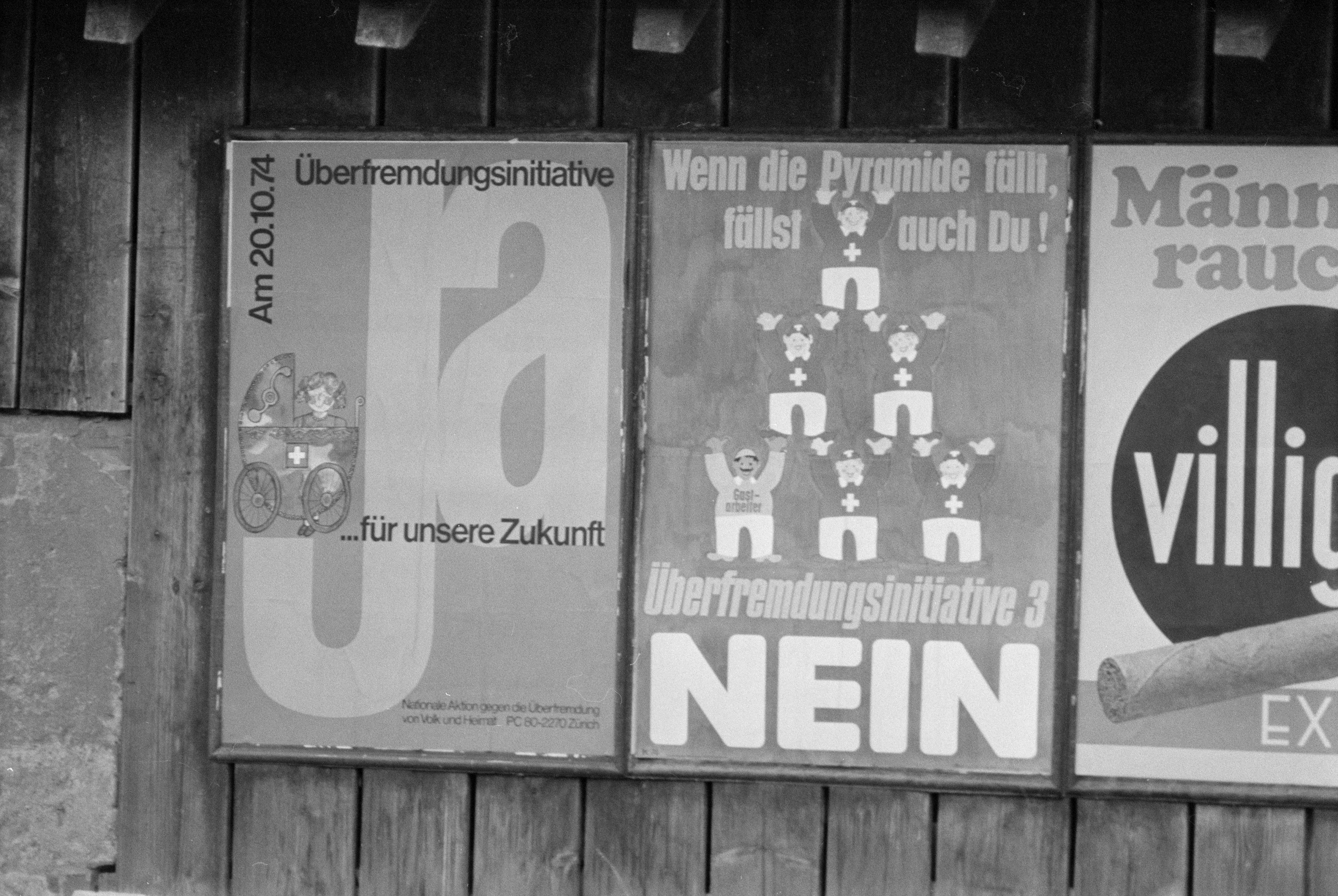
Plakate pro und contra die Volksabstimmung zur Überfremdungsinitiative 1974

Der wirtschaftliche Aufschwung in der Schweiz in den 1950er Jahren brauchte ausländische Arbeitskräfte. Nach dem Ende des Wirtschaftswunders mehrten sich erneut die Stimmen, die von Überfremdung sprachen: zuerst aus dem linken Lager und aus Gewerkschaftskreisen, erst danach organisierten sich populistische Parteien.
1961 wurde die Nationale Aktion gegen die Überfremdung von Volk und Heimat gegründet, die sich die drastische Verringerung des Ausländeranteils zum Programm gemacht hatte und deren Volksinitiativen gegen „Überfremdung“ in den 1970er Jahren bis zu 46 Prozent Wählerzustimmung erhielten. Nach Abspaltung (1971) und Wiedervereinigung (1990) mit den Schweizer Republikanern nannte sie sich in Schweizer Demokraten um.
1964 hielt eine staatliche Studienkommission fest, die Schweiz befinde sich in einem Stadium ausgesprochener Überfremdungsgefahr. Für ausländerfeindliche Kreise war die Überfremdung bereits erreicht, sie verlangten vermehrt Ab- und Ausweisung von Ausländern. Am 10. August 1964 schlossen die Schweiz und Italien ein Abkommen über die italienische Auswanderung in die Eidgenossenschaft ab, das Fragen der Arbeitskräfteeinstellung, der Lebens- und Arbeitsbedingungen, vor allem aber das Recht auf Familienzusammenführung regelte. Die Behandlung italienischer Arbeitnehmer wurde praktisch der Behandlung schweizerischer Arbeitnehmer gleichgestellt. Dies löste bei vielen Schweizern heftigen Protest aus. Einer der wenigen Intellektuellen, die dem Pakt zustimmten, war Max Frisch, der bei dieser Gelegenheit einen seiner berühmtesten Sätze schrieb: „Man hat Arbeitskräfte gerufen, und es kommen Menschen“. Ende der 1960er Jahre machten Volksinitiativen und Debatten die Überfremdung zum Thema nationaler Politik. 1970 erfolgte die berühmte Schwarzenbach-Initiative, die jedoch sowohl das Volk als auch die Kantone mit der Abstimmung vom 7. Juni, „relativ knapp, aber doch eindeutig“, ablehnten. 1971 erreichte die Nationale Aktion erhebliche Sitzgewinne bei den Nationalratswahlen.
Weitere Überfremdungsinitiativen erreichten jeweils eine hohe Stimmbeteiligung, wurden aber alle abgelehnt. Der Diskurs über die geistige Landesverteidigung der 1930er und 1940er Jahre wurde weitergeführt und zum Problem der Integration umgebaut. Man diskutierte nun über Schweizertum und Geschichts- und Staatsmythen. Die nationale Eigenart wurde als wichtigste Grundlage der staatlichen Eigenständigkeit und Demokratie genannt. Hinzu kam ethnopluralistisches Denken: Die Assimilation von fremden Kulturkreisen gelinge im Allgemeinen nicht. 1982 gewann die Nationale Aktion knapp die Volksabstimmung über das neue Ausländergesetz. In den folgenden Jahren erzielte die Partei immer wieder Abstimmungserfolge, unter anderem im Kampf gegen die erleichterte Einbürgerung von Ausländern und im Bereich der Asylpolitik.
Auch in den 1980er Jahren blieb Überfremdung ein Schlagwort. Der Schwerpunkt verschob sich nun aber von der Ausländerpolitik auf die Asylpolitik. Die ökonomische Krise führte zu neuen Unterscheidungen zwischen echten und unechten, zwischen wirtschaftlichen und politischen Asylanten. Der Überfremdungsdiskurs erstreckte sich auf vier konkrete Dimensionen: 1. demographische Einwanderung und Überlagerung, 2. Belastung des Ökosystems, 3. gesellschaftliche Wertekrise, 4. Verlust der politischen Eigenständigkeit.
Angst wurde geschürt vor einer vermeintlichen demographischen Überlagerung durch unkontrollierte Einwanderung sowie vor dem behaupteten drohenden Aussterben der Schweizer. Dies verband sich mit der Umwelt- und Lebensraumproblematik. Schließlich wurde auch die Wertekrise auf die Überfremdung zurückgeführt, und populistische Kreise prophezeiten den Verlust der nationalen Souveränität durch Beitritt zur Europäischen Union, zur UNO und durch die Globalisierung. Ein Vertreter dieses Denkens ist der Psychiater Jean-Jacques Hegg, der mit seinem Buch „Bioethik“ eugenische, antiglobalistische und ökologische Denkansätze verbindet.
Der Ausdruck Secondo bzw. Seconda ist in der Schweiz seit dem Ende des 20. Jahrhunderts gebräuchlich. Damit werden Kinder von Einwanderern bzw. von bereits eingebürgerten Migranten bezeichnet. Grundsätzlich ist der Begriff positiv belegt und wird von den Betroffenen selbst verwendet.

### Frankreich
Der rechtsextreme Front National stellt Einwanderer als Bedrohung für Frankreichs Kultur und Wohlstandsniveau dar. Daher fordert er u. a., die Einwanderung auf ein Minimum zu begrenzen, Franzosen in allen Bereichen zu bevorzugen (préférence nationale), doppelte Staatsbürgerschaft und ius soli abzuschaffen und die Zahl der Einbürgerungen zu verringern. Diese Forderungen sind zum Teil rassistisch bzw. kulturrassistisch begründet. Sie richten sich vor allem gegen Muslime aus ehemaligen französischen Kolonien im Maghreb und Subsahara-Afrika: Diese beanspruchten mit dem Bau von Moscheen „Sonderrechte“ und gefährdeten damit die traditionellen französischen Sitten und Gebräuche.

### Europäische Union
Die Erweiterung der EU wird in einigen Mitgliedsstaaten kontrovers diskutiert. Besonders der Beitritt der Türkei wird vielfach nicht nur aus ökonomischen Gründen, sondern auch wegen einer angeblich drohenden „Überfremdung“ durch die Islamisierung des traditionell christlichen Europas abgelehnt.
Der frühere Bundeskanzler Helmut Schmidt wies 2004 darauf hin, dass die europäische „Identität“ noch kaum über eine Freihandelszone hinausgehe und Demagogen die Überfremdungsängste ausnutzen könnten, um die EU-Verfassung zu torpedieren.
Rechtsextreme Parteien und Gruppen bestätigen diese Sorge europaweit. Sie stellten türkische Gastarbeiter schon seit den 1960er Jahren als „Türkengefahr“ dar. Heute fordert etwa die Neonazigruppe Freier Widerstand Wattenscheid unter der Überschrift „Überfremdung“ eine „Ausländerrückführung statt weiterer Zuwanderung“ und „Volksabstimmung jetzt – Endlich wieder Herr im eigenen Haus werden“ und führt aus:

„Schon heute sind die Millionen türkischer Gastarbeiter ein Sprengsatz für unser krisengeschütteltes Land. […] In der Türkei leben z.Zt. 66 Mio. Menschen, die […] zu 99 % dem Islam angehören. Durch die hohe Geburtenrate ist mit einem Bevölkerungszuwachs auf bis zu 90 Mio. im Jahr 2013 zu rechnen. Bevölkerungspolitisch betrachtet ist damit die Türkei eine Bedrohung für die alternden, schrumpfenden Völker Europas.“

Die Unsicherheit, wohin ein erweitertes Europa steuern würde und auf welche gemeinsamen Werte – über wirtschaftliche Strukturen und rechtliche Institutionen hinaus – es gegründet sein soll, ist in den Bevölkerungen europäischer Staaten verbreitet. So stellte Andrea K. Riemer fest:

„Nicht zu leugnen ist, dass bestehende Ängste vor einer Überfremdung für verdeckte nationale Interessen genutzt werden. Das Islamismus-Argument ist aber ein Scheinargument, das durch die normative Kraft des Faktischen – in der EU leben bereits jetzt etwa 15 Millionen Muslime – leicht zu entkräften wäre. Es erklärt jedoch die massive finanzielle Unterstützung der EU für die Balkanstaaten (in denen ebenfalls eine zum Teil nicht unbeträchtliche Zahl von Muslimen lebt), der die zögerliche Haltung gegenüber der Türkei entgegensteht.“

### USA
In den USA entstand um 1840 der Nativismus, der auf vermehrte Einwanderungen reagierte. Seine Anhänger forderten, die in den USA geborenen Weißen gegenüber den Immigranten zu bevorzugen. In dieser Tradition beschwor Samuel P. Huntington in einem 2004 veröffentlichten Buch eine Gefährdung der weißen und protestantischen Bevölkerungsmehrheit durch die Zunahme vor allem von Latinos (genannt wetback), aber auch von Schwarzen und Asiaten.

## Wissenschaftlicher Diskurs
Die historischen Zusammenhänge, in denen der Begriff „Überfremdung“ in Politik und Wissenschaft auftauchte, und die Ziele und Methoden seiner Verwender zeigen deutliche Kontinuitäten: von der völkischen Bewegung der Zwischenkriegszeit über den Nationalsozialismus bis heute. Die teilweise Umformung von einzelnen Begriffen, die durch die NS-Verbrechen besonders belastet und diskreditiert waren, verhinderte zum Teil nicht die Weiterverwendung und Fortentwicklung der damit verbundenen Konzepte und Paradigmen.
Diese Traditionslinien wurden jedoch erst in den 1990er Jahren anhand der Biographien der Wissenschaftler und ihrem Vokabular genauer erforscht und nachgewiesen: im Sinne einer selbstkritischen Aufarbeitung deutscher Wissenschaftsgeschichte in den betroffenen Fachbereichen. So analysierte Frank-Rutger Hausmann 1999 in seinem Buch Deutsche Geisteswissenschaft im Zweiten Weltkrieg – Die 'Aktion Ritterbusch' (1940–1945) erstmals die Verbindungen der NS-Volkstumsforschung und ihrer ideologischen Elemente zu den Forschungen in der Zwischenkriegszeit. Er zeigte ihre gemeinsame Semantik, die mit den politischen Ideologien verbundenen Merkmale eines interdisziplinären „Gemeinschaftswerks“ sowie den Einfluss völkischer Wissenschaftler nach 1945 auf bundesrepublikanische Wissenschaften und ihre Versuche, die eigenen Arbeiten vom Nationalsozialismus zu trennen.
Vorstellungen von „Überfremdung“ sind auch heute in Teilen der Gesellschaft virulent und unterstützen zum Teil die Bildung der eigenen Identität des Subjekts. Da der Begriff der „Überfremdung“ eine vom jeweiligen Standpunkt abhängige subjektive Empfindungslage und Sichtweise ausdrückt, sind Überlegungen betreffs seiner realen Existenz oder Nichtexistenz schwierig und fast immer umstritten. Personen, welche ihre Identität zum Teil aus fremdenfeindlichen Ideologemen, wie dem der „Überfremdung“, bilden, können dieses Gefühl je nach der eigenen Überzeugtheit als Realität begreifen. Ein entsprechend geprägter Mensch teilt seine Mitmenschen primär in „Bevölkerungsgruppen“ ein und verbindet sich und „die Anderen“ mit wesenhaften Merkmalen, die von Verwandtschaftsbeziehungen bis hin zu religiösen und kulturellen Gewohnheiten reichen. Mit der Feststellung von essentiellen Eigen- und Fremdmerkmalen geht teilweise auch die Zuordnung von eigenen und fremden Lebensräumen einher. Durch diese Vorstellung von wesenhaften eigenen und fremden Gruppen und ihren „Lebensräumen“ kann die Person verschiedenste gesellschaftliche Veränderungen – wie z. B. Wanderungsbewegungen – in ihrer Weltsicht unabhängig von ihrer empirischen Messbarkeit in ein Szenarium der Bedrohung verwandeln und es als solches wahrnehmen.
Von Vertretern der Überfremdungsthese werden zur wissenschaftlichen Untermauerung der österreichische Verhaltensforscher Konrad Lorenz und dessen Schüler Irenäus Eibl-Eibesfeldt zitiert. So geht Eibl-Eibesfeldt von einer biologisch bedingten, evolutionär entstandenen und dem Menschen eigenen „Fremdenscheu“ (ein Begriff, den er als Ersatz für Xenophobie geschaffen hat) aus, durch die sich Gruppen voneinander abgrenzen. Umgekehrt basiere „die bindende Vertrautheit der Gruppenmitglieder […] neben der persönlichen Bekanntheit auch darauf, daß eigentlich alle mehr oder weniger nach gleichen Normen handeln und sich damit auch gegenseitig verstehen.“ In seinem 1999 erschienenen Buch In der Falle des Kurzzeitdenkens zieht Eibl-Eibesfeldt daraus direkte politische Konsequenzen, indem er eine „Begrenzung der Immigration aus kulturell und anthropologisch ferner stehenden Populationen“ anrät.

## Wirtschaft
Als Überfremdung wird in der Wirtschaft ein vom Umfang her bedeutender Kapitalanteil von außenstehenden, dem Vorstand nicht genehmen Aktionären oder der dominierenden Inhaberfamilie nicht genehmen oder nicht nahestehenden Aktionären bezeichnet, die Einfluss auf die Aktiengesellschaft ausüben wollen. Die Kapitalverkehrsfreiheit gestattet grundsätzlich den Erwerb auch solcher Kapitalanteile durch ausländische Aktionäre, die einen größeren Einfluss auf die Gesellschaft ausüben wollen. Der Überfremdungsgefahr kann entgegengewirkt werden durch Einführung eines Höchststimmrechts oder Mehrstimmrechts in der Vertreterversammlung, stimmrechtslosen Vorzugsaktien oder vinkulierten Namensaktien. Um den Einfluss ausländischer Aktionäre zu begrenzen, können staatliche Kapitalverkehrskontrollen eingeführt werden.
Im deutschen Außenwirtschaftsrecht war Überfremdung die Bezeichnung für die Zunahme des Einflusses Gebietsfremder auf gebietsansässige Unternehmen. Diese in § 23 AWG a. F. vorgesehene Bestimmung ist seit 2013 entfallen. In § 4 Abs. 1 AWG ist nunmehr vorgesehen, dass Rechtsgeschäfte und Handlungen beschränkt oder Handlungspflichten angeordnet werden können, um insbesondere die wesentlichen Sicherheitsinteressen der Bundesrepublik Deutschland zu gewährleisten oder um einer Gefährdung der Deckung des lebenswichtigen Bedarfs im Inland oder in Teilen des Inlands entgegenzuwirken und dadurch im Einklang mit Art. 36 AEUV die Gesundheit und das Leben von Menschen zu schützen.